# Bel Air (Lana Del Rey)
Bel Air è una canzone della cantautrice americana Lana Del Rey, contenuta nel suo terzo EP, Paradise. Il brano, scritto da Lana Del Rey e Dan Heath, è stato prodotto da quest'ultimo.

## Il brano e il videoclip
Un video promozionale per l'album Paradise, dal titolo "Bel Air", fu pubblicato su YouTube giorno 8 novembre 2012. Filmato da Kyle Newman, il video comprendeva delle scene tagliate dal videoclip di Summertime Sadness in cui Lana, piroettando su uno sfondo fumoso e colorito di blu, verde e viola monocromatici, è mostrata come una creatura celeste. Nonostante non si serva del lip-synching, si sente la Del Rey cantare i versi: "Roses, Bel Air, take me there/ I’ve been waiting to meet you/ Palm trees, in the light, I can see, late at night/ Darling I’m willing to greet you/ Come to me, baby". Rolling Stone ha elogiato il cambiamento di personaggio che Lana Del Rey ha esibito nel videoclip della ballata notando una differenza significativa rispetto ai suoi soliti alter ego: cantante lounge, First Lady Onassis-Kennedy, e "ragazza del moto club". La critica Amy Sciarretto di PopCrush ha definito il video "barboso", "una forma d'arte", e ha paragonato il lavoro della Del Rey ai film neo-noir.Spinner di AOL ha detto: "Ecco come immaginiamo il primo incontro tra Lana Del Rey e il regista del video di Bel Air. Regista: Lana, puoi stare ferma lì in mezzo al fumo per un po' e guardare occasionalmente la cinepresa? Lana: OK. Regista: Maginifico!" MTV asserisce l'ovvio parallelo tra il titolo della canzone ed il programma televisivo Willy il Principe di Bel Air. Facendo notare che la Del Rey era "splendida" nel video, Vibe ha detto che "...decisamente terrebbe occupato per qualche ora chi è ossessionato da Lana."
Nella descrizione del video, la cantante ha riportato: «I lost my reputation, i forgot my truth. But i have my beauty and i have my youth. 'TROPICO' the film, coming next year.» Spinner rispose confuso al pensiero ambiguo, dichiarando di non capire cosa intendesse. Fino al 21 novembre 2012, il video per Bel Air ha accumulato oltre 3 milioni di visualizzazioni su YouTube. Dopodiché è stato reso privato.

## Uso nei media
Insieme a Paradise, Del Rey presentò un cortometraggio intitolato Tropico che include le canzoni Body Electric, Gods and Monsters, e Bel Air. filmato nel giugno 2013 e diretto da Anthony Mandler, Il corto è stato caricato su YouTube e su VEVO attraverso il canale ufficiale della cantante, il 6 dicembre 2013.

## Accoglienza della critica
Leah Collins di Canada.com ha definito Bel Air un valzer angoscioso sulla scia di Enya. Invece The Huffington Post ha screditato sia Bel Air che Yayo come "superflue". Insoddisfatto da altre canzoni contenute in Paradise, Digital Spy scrive che in Bel Air, Lana Del Rey fa finalmente la cosa giusta.

## Classifiche
| Classifica2                    | ! Posizione massima |
| ------------------------------ | ------------------- |
| Francia                        | 105                 |
| Regno Unito                    | 184                 |
| Stati Uniti (Rock/Alternative) | 50                  |